# Endsieg
Endsieg (нем. окончательная победа) — немецкая фраза, обычно используется для обозначения победы в конце войны или конфликта.
Адольф Гитлер использовал фразу в своей книге Моя борьба в 1925 году, при постановке риторического вопроса — хочет ли судьба, чтобы еврейский народ одержал окончательную победу.
В 1930—1940-е годы это слово широко использовалось в пропаганде нацистской Германии. Фраза была частью национал-социалистической идеологии — несмотря на временные потери, Третий рейх в конечном итоге победит и любое нарушение верности нацистской идеологии не должно было быть терпимым. Заявление окончательной победы стало еще более отчаянным в 1943 году, когда успехи союзников вынудили Германию перейти к обороне. Немецкая пропаганда утверждала, что «эндзиг» неизбежен из-за превосходства арийской расы. Йозеф Геббельс упоминал фразу в марте 1945 года.